# Могучий, Михаил Александрович
Михаил Александрович Могучий (пол. Michał Aleksanrowicz Moguczy; 8 декабря 1906 — 26 октября 1973) — советский военный хирург, кандидат медицинских наук, генерал-майор медицинской службы ВС СССР, бригадный генерал медицинской службы Народного Войска Польского.

## Биография
Отец — Александр Станиславович, инженер путей сообщения. Двоюродный брат — Адам, контр-адмирал ВМС Польши.
С 1924 года работал на железнодорожной станции в Ленинграде. Окончил школу в 1928 году и Военно-медицинскую академию имени С. М. Кирова в июне 1932 года. Член комсомола с 1925 года, член ВКП(б) с 1926 года. До июля 1933 года начальник службы здравоохранения в Киевской школе командиров. Старший врач танкового батальона, после получения квалификации хирурга с 1937 года работал в хирургическом отделении Военно-медицинской академии в Ленинграде и руководил циклом хирургии. С ноября 1939 года — участник советско-финской войны, начальник автохирургического отряда.
В годы Великой Отечественной войны сражался на Ленинградском фронте, был начальником отдельной роты медицинского усиления 55-й армии (до октября 1941 года) и начальником санитарного отряда этой же армии. В январе 1944 года получил степень кандидата медицинских наук в Военно-медицинской академии. Организатор лечения раненых, руководитель медицинской службы 55-й армии во время обороны Ленинграда.
С 21 марта по 22 ноября 1944 года проходил службу в звании полковника в Народном Войске Польском как начальник службы здравоохранения 1-й польской армии в Белорусской, Висло-Одерской и Берлинской операциях. 11 ноября 1944 года по распоряжению Государственного народного совета Польши произведён в генералы бригады Войска Польского. С декабря 1944 года — начальник службы здравоохранения Войска Польского, до января 1946 года занимал пост начальника Департамента Службы здравоохранения Министерства национальной обороны ПНР. 10 января 1945 года получил степень доктора медицинских наук Люблинского университета.
15 марта 1946 года вернулся в СССР, где работал хирургом в ленинградском госпитале и занимал преподавательскую должность. Автор более 40 научных работ. В запасе с 16 сентября 1964 года. Похоронен на Богословском кладбище Санкт-Петербурга.

## Награды
- Орден Красного Знамени
- Орден Отечественной войны I степени
- Орден Красной Звезды
- Медаль «За оборону Ленинграда»
- Орден «Крест Грюнвальда» II степени (11 мая 1945) — за героические действия, проявленные в борьбе с немецкими захватчиками (награждён Президиумом Государственного народного совета ПНР)[4]
- Командорский крест Ордена Возрождения Польши (1945)
- Золотой крест Заслуги (1946)